# Coniophanes joanae
Coniophanes joanae — вид змій родини полозових (Colubridae). Ендемік Панами.

## Поширення і екологія
Coniophanes joanae відомі з двох місцевостей, розташованих в передгір'ях в центральній і східній Панамі. Вони живуть у вологих тропічних лісах, серед лісової підстилки, на висоті від 500 до 1440 м над рівнем моря. Ведуть денний, наземний спосіб життя.